# Bustul lui Avraham Goldfaden din Iași

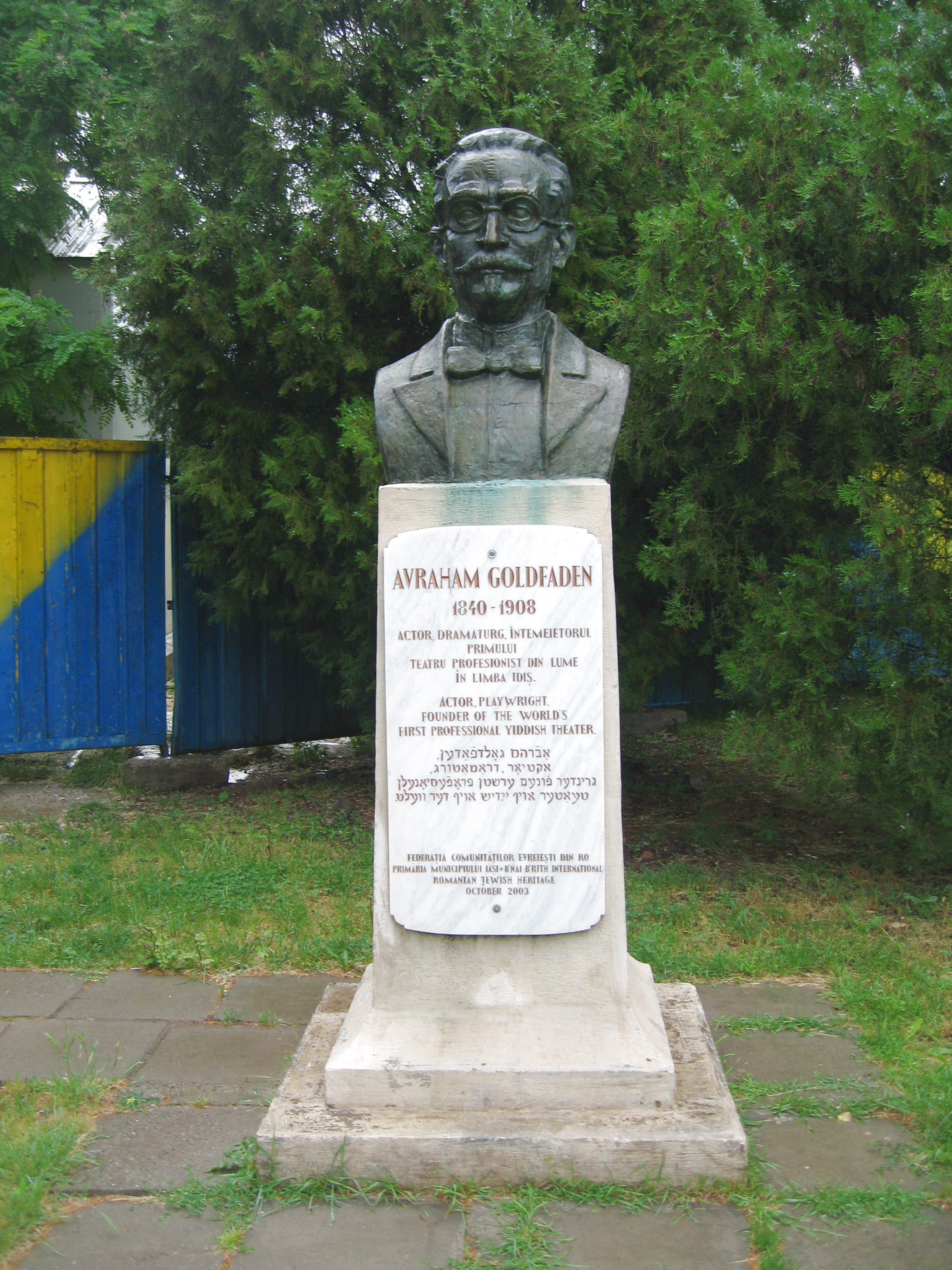
Bustul lui Avraham Goldfaden din Iaşi

Bustul lui Avraham Goldfaden din Iași este un monument de bronz închinat actorului și dramaturgului Avraham Goldfaden (1840-1908), întemeietorul primului teatru profesionist din lume în limba idiș. Bustul este amplasat în partea dreaptă a Teatrului Național "Vasile Alecsandri" din Iași, fiind realizat de către sculptorul ieșean Iftimie Bârleanu și dezvelit în anul 1976 în municipiul Iași. 

## Istoricul monumentului
La data de 27 decembrie 1976 a fost dezvelit un bust din bronz realizat de către sculptorul ieșean Iftimie Bârleanu, în Grădina Teatrului Național "Vasile Alecsandri" din Iași, str. Agatha Bârsescu nr. 18. Pe soclul bustului a fost pusă o placă de marmură cu inscripția "Avram Goldfaden 1840-1908. Întemeietorul primului teatru evreesc din lume, la Pomul Verde, Iași - 1876".
La data de 23 octombrie 2003, cu prilejul celei de-a doua ediții a Festivalului Internațional “Avram Goldfaden” organizată la Iași, Federația Comunităților Evreiești din România, Primăria Municipiului Iași, B'nai Brith International Romanian Jewish Heritage au dezvelit o placă de marmură pe soclu pe care s-au inscripționat următoarele cuvinte în limba română: Avraham Goldfaden 1840-1908. Actor, dramaturg, întemeietorul primului teatru profesionist din lume în limba idiș, precum și traducerea lor în limbile engleză și ebraică. La această lansare au asistat ministrul culturii, acad. prof. dr. Răzvan Theodorescu, președinte de onoare al Asociației România - Israel, ambasadorul Israelului în România, Rodica Radian Gordon, ambasadorul Franței în România, Philippe Etienne și ambasadorul Poloniei în România, Jacek Paliszewski.
Ministrul Răzvan Theodorescu a afirmat cu această ocazie: “Festivalul pune în lumină una din cele mai strălucite culturi ale lumii, cea evreiască. Iașul este locul teribilului pogrom din 1941, dar și unul dintre acele orașe europene în care multiculturalitatea are o serioasă tradiție, iar cărturarii evrei au conferit strălucire vieții spirituale. Avram Goldfaden a fost unul dintre ei” .

## Fotogalerie

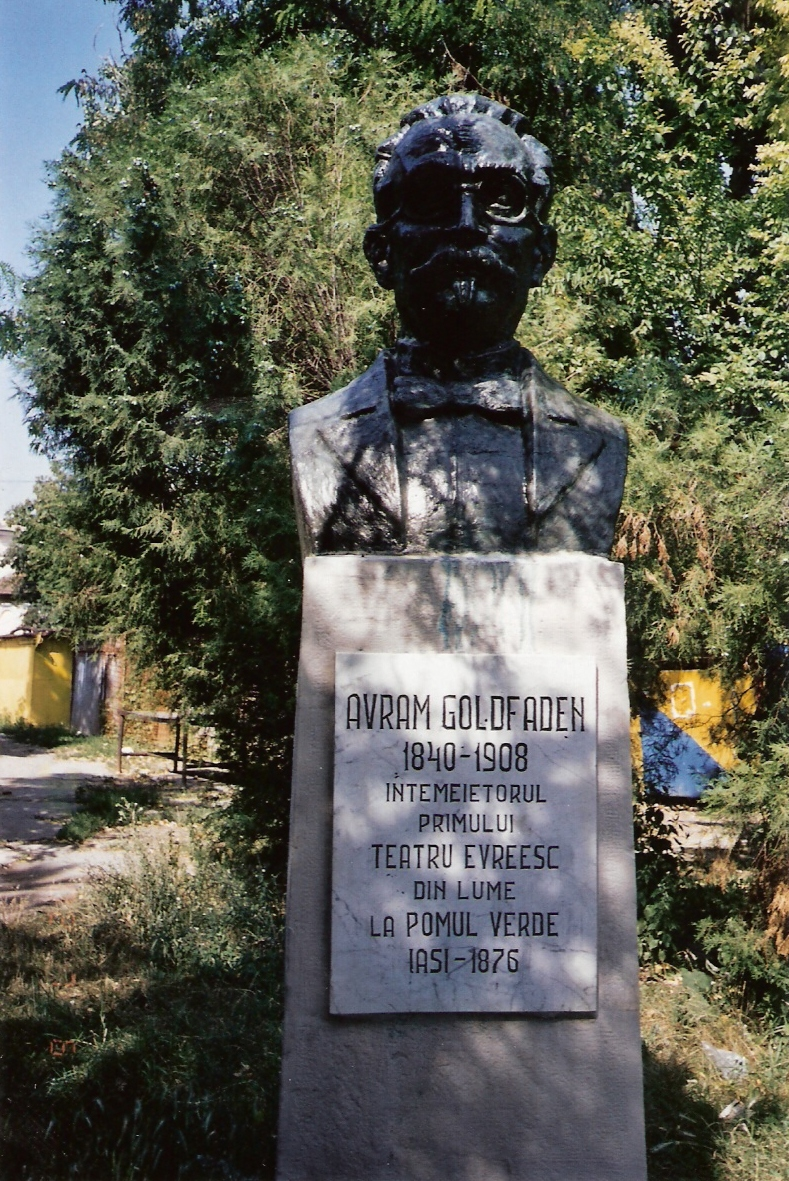
Bustul cu inscripţia veche
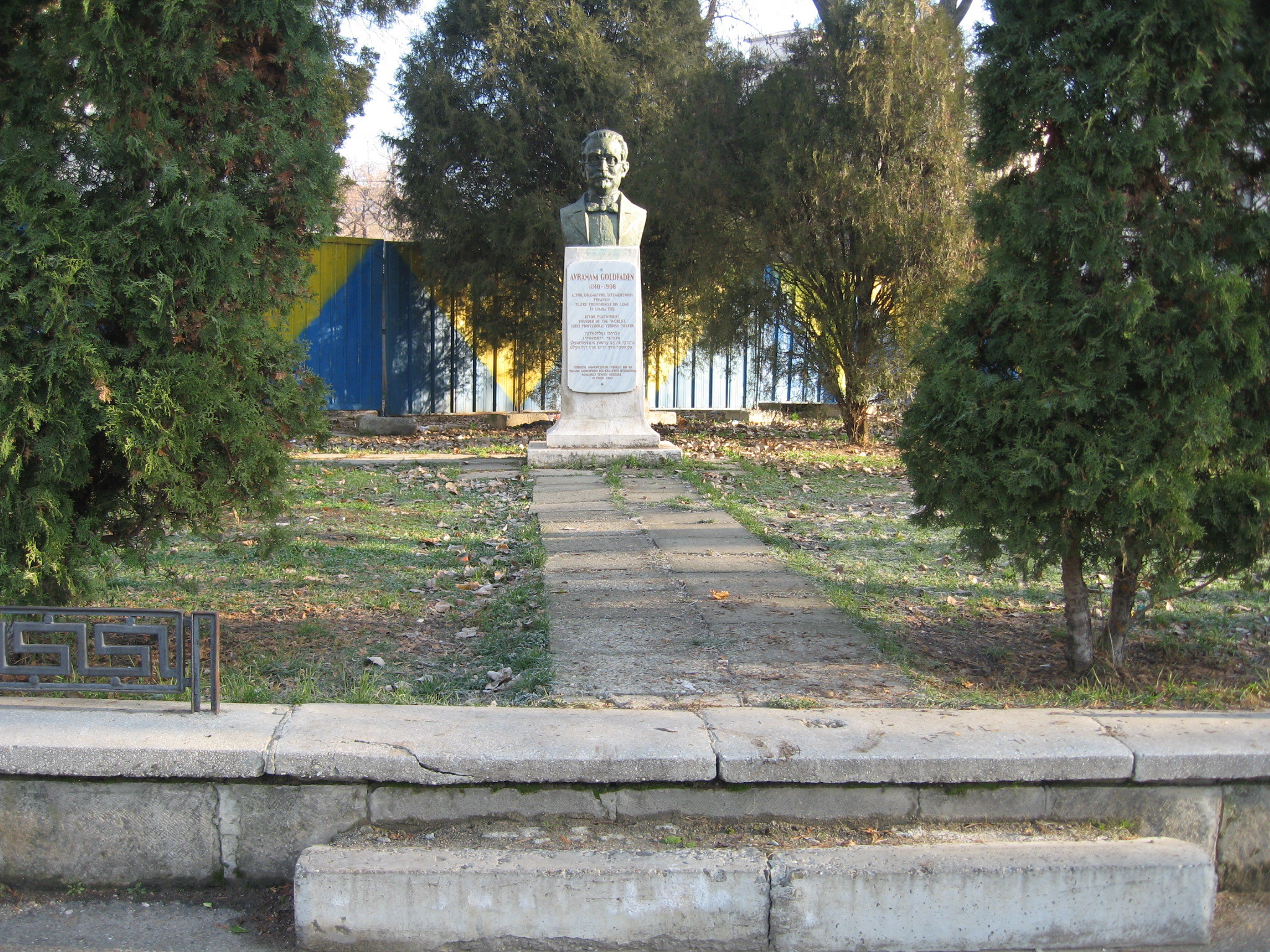
Bustul lui Goldfaden